# Prionodon linsang
Espèce
Statut de conservation UICN

 LC  : Préoccupation mineure
Statut CITES
La Civette à bande ou Linsang rayé (Prionodon linsang) est un carnivore arboricole présent exclusivement en Asie du Sud-Est où il fréquente les forêts sempervirentes tropicales. 
On a longtemps cru que les Prionodontidae font partie des Viverridae, alors qu'en fait, ils constituent une famille à part. De récentes analyses moléculaires révèlent que les linsangs représentent un ancien groupe jumeau des Felidae, dont ils se sont séparés il y a 42 millions d'années. Par conséquent, bien qu'ils aient des caractères physiologiques et écologiques très proches des poyanes ( Poyane d'Afrique centrale et Poyane d'Afrique occidentale ), ils n'ont qu'un très lointain liens de parenté. Ils sont donc un incroyable exemple d'évolution convergente.

## Description
La civette à bande mesure du corps à la tête de 33 à 45 cm. Sa queue a une longueur de 30 à 36 cm. Sa masse est comprise entre 0,6 et 1,2 kg.
Le mâle est deux fois plus gros que la femelle.
La femelle donne naissance à 2 ou 3 petits par portée.

## Écologie alimentaire
Principalement carnivore, le linsang rayé se nourrit de petits vertébrés terrestres ou arboricoles comme certains rongeurs, des oiseaux, des reptiles et des grenouilles ; également des invertébrés comme des grosses blattes. En captivité, il refuse les fruits. C'est une espèce extrêmement agile, qui chasse aussi bien dans la canopée (au moins jusqu'à 8 m) qu'au sol. Il est capable de dégringoler des troncs tête en avant. C'est une espèce principalement nocturne. 

## Répartition
La civette à bandes se trouve en Thaïlande, en Malaisie, sur l'île de Sumatra et sur l'île de Bornéo.

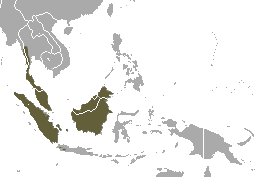
Aire de répartition de la civette à bandes

## Sous-espèces
- Prionodon linsang linsang depuis Myanmar le sud de la Thaïlande, Péninsule Malaise et Sumatra
- Prionodon linsang gracilis de Java et Bornéo
- Prionodon linsang fredericae de Bangka
- Prionodon linsang interlinus de Belitung